# Marian Herzog

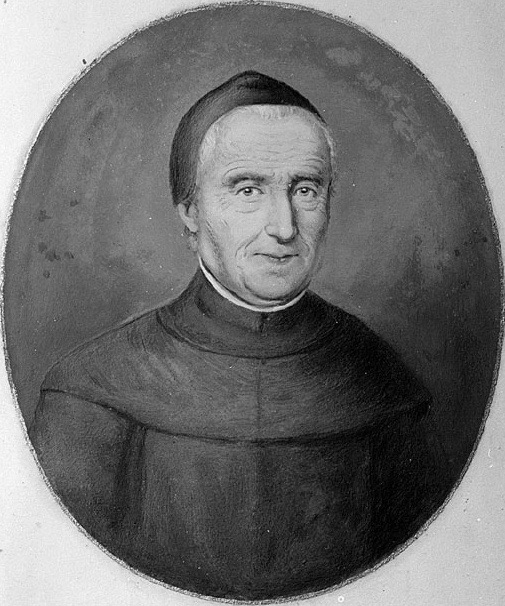
Marian Herzog (Klosterarchiv Einsiedeln)

Marian Herzog (auch Marianus; Taufname: Heinrich Josef/Joseph; * 19. Januar 1758 in Beromünster; † 26. November 1828 in Oberbüren) war ein Schweizer Benediktinerpater, Hochschullehrer und Oppositioneller gegen den Franzoseneinfall von 1798.

## Leben

### Ausbildung und Zeit in Einsiedeln
Herzog war Sohn des Stiftsammanns vom Chorherrenstift St. Michael Beromünster Rudolf Herzog. Nachdem er die Volksschule und die ersten Klassen der Lateinschule absolviert hatte, wechselte er an die Stiftsschule des Klosters Einsiedeln und trat dort ins Noviziat ein. Er war noch keine 18 Jahre alt, als er am 10. September 1775 das Ordensgelübde ablegte. Er studierte anschliessend die Theologie und erhielt am 16. September 1781 durch den Bischof von Konstanz Maximilian Christoph von Rodt die Priesterweihe.
Herzog wurde trotz seines noch geringen Alters schnell an der Stiftsschule des Klosters befördert. Zum 8. Oktober 1781 wurde er Lehrer der Rhetorik, im Herbst 1783 ihm die Stellung als Professor der Moraltheologie übertragen. 1784 bekam er zudem die Professur für Dogmatik. 1785 sprach man ihm ausserdem das Amt des Bibliothekars zu, 1787 wurde ihm das des Archivars übertragen. Letzteres war bei seiner Amtsübernahme in einem schlechten Zustand und soll Herzog einiges an Mühe gekostet haben. In derselben Zeit stieg er, wegen seines jungen Alters bemerkenswert, auch innerhalb der Ordensgemeinschaft zu den sogenannten Oberen auf. Er wurde zum Instruktor und Novizenmeister der Laienbrüder ernannt.
Herzog, bis dahin immer noch Professor der Theologie, Archivar und Bibliothekar, wurde im September 1791 zum Pfarrer von Einsiedeln ernannt. In dieser Funktion nahm er sich schnell dem Armenwesen an und sammelte die Mittel, um den Neubau der Wallfahrtskirche von Euthal zu realisieren.

### «General im Chorhemd» 1798 und Flucht
Herzog gehörte – nachdem er sich schon davor mündlich und schriftlich als entschiedener Gegner der Ideen der Aufklärung sowie der Französischen Revolution gezeigt hatte – beim Franzoseneinfall von 1798 zu den eifrigen Aufrührern, die die Unabhängigkeit der katholischen Innerschweiz verteidigen wollten. Dazu führte er die Einsiedler Truppen auf den Etzel. In der Nacht vom 1. auf den 2. Mai nahm er am Kriegsrat vor dem Gefecht bei Rothenthurm teil.
Herzog, der sogenannte «General im Chorhemd» oder «General im Ordenskleid», zog gegen die aufrückenden Franzosen zur Verteidigung Einsiedelns in den Kampf. Der genaue Verlauf des Ereignisses ist sehr unterschiedlich überliefert und stellt seine Leistung in ein sehr unterschiedliches Licht. Am Ende gewannen die Franzosen und Herzog war zur Flucht gezwungen. Er floh in das Kloster Sankt Peter in Bludenz.

### Leben nach der Flucht
Herzog war nach seiner Flucht bis 1810 hauptsächlich als Beichtiger im Kloster in Bludenz tätig. Im Jahr 1810 konnte er in die Schweiz heimkehren und wurde zunächst Pfarrer in Freienbach. 1818, zwanzig Jahre nach seiner Flucht, gelang ihm dann die Rückkehr auf die Position als Pfarrer in Einsiedeln. Seinen Lebensabend verbrachte er ab 1826 wieder als Beichtiger im Kloster St. Gallenberg in Oberbüren, in der er etwa zwei Jahre später verstarb.

## Werke (Auswahl)
Herzog verfasste verschiedene ortsgeschichtliche, genealogische sowie aufklärungsfeindliche Schriften, darunter:
- Einsiedlische Chronik. 1783.